# Parc national marin de Wakatobi
Le parc national marin de Wakatobi est un parc national marin situé dans le Sulawesi du Sud-Est en Indonésie. Il a été créé en 2002.
Le nom de Wakatobi est un mot-valise composé des premières lettres des quatre îles principales de Tukangbesi : Wangi-Wangi, Kaledupa, Tomia, and Binongko. Depuis 2005, le parc est candidat pour faire partie du patrimoine mondial.

## Localisation et topographie
Le parc national marin de Wakatobi est situé au sud-est des Célèbes, entre la mer de Banda au nord-est et la mer de Florès au sud-ouest.
Il composé de quatre grandes îles (Wangi-Wangi, Kaledupa, Tomia et Binongko) et d'une myriade de plus petites îles comme Tokobao, Nord-Lintea, Sud-Lintea, Kampenaune, Hoga et Tolandono. Le point le plus haut est situé à 274 m sur Wangi-Wangi. Il s'agit du mont Lagole (271 m) sur Tomia ; sur Binongko, du mont Terpadu (222 m) sur Kaledupa, du mont Sampuagiwolo (203 m) . La plus grande profondeur d'eau atteint 1 044 m.
Il s'agit du troisième parc marin d'Indonésie en termes de taille. Jacques Cousteau, alors qu'il visitait les îles Tukangbesi, aurait décrit le lieu comme un « nirvana sous-marin ». Désormais, le parc national marin couvre 1,4 million d'hectares et accueille 900 000 récifs de coraux tropicaux. Les îles forment la seconde plus grande barrière de corail derrière la Grande barrière de corail en Australie. 
L'archipel comprend au total 143 îles, dont 7 inhabitées. La population sur zone est d'environ 100 000 habitants, certains appartenant aux communautés nomades Bajo.

## Faune et flore

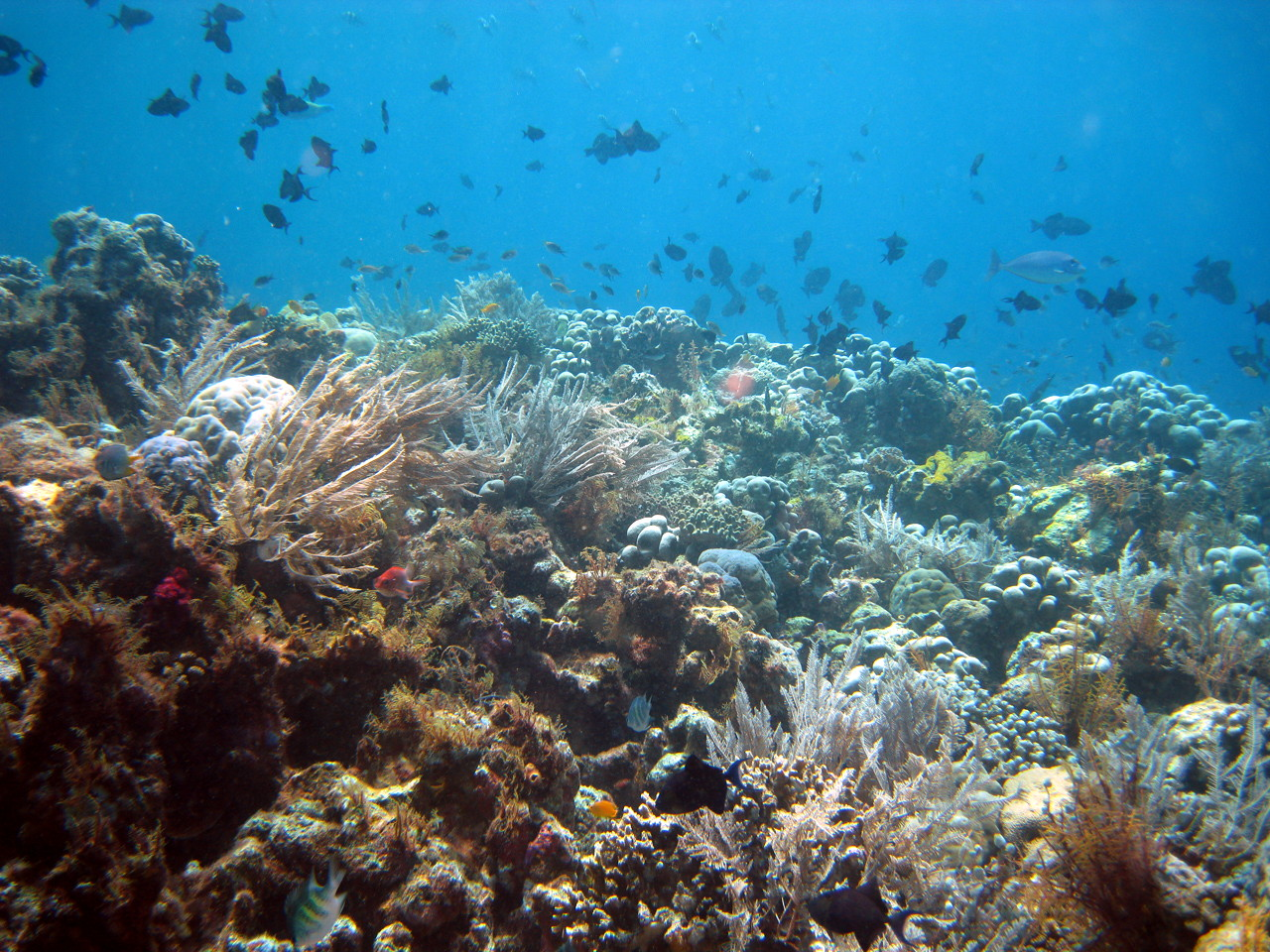
Récif corallien dans le parc.

Situé dans le triangle du corail, le parc national offre des eaux claires, riches d'une forte biodiversité sous-marine. On y dénombre 942 espèces de poissons et 750 espèces de coraux (sur un total de 850 existantes).
Parmi les écosystèmes présents dans le parc, il y a des mangroves, des forêts côtières, des forêts marécageuses, de la végétation de berges, des forêts tropicales de plaine et de montagne et des récifs coralliens. L'archipel dispose de 25 groupes de récifs dont des récifs frangeants, des barrières et des atolls.
Parmi les espèces d'oiseaux marins présentes dans le parc, on peut citer le fou brun, le martin-pêcheur d'Europe et le pluvier de Péron. Par ailleurs, de nombreuses espèces de poissons y vivent ainsi que des dauphins et des baleines. Il abrite également des tortues comme la tortue imbriquée, la caouanne ou la tortue olivâtre.